# Samuel Sullivan

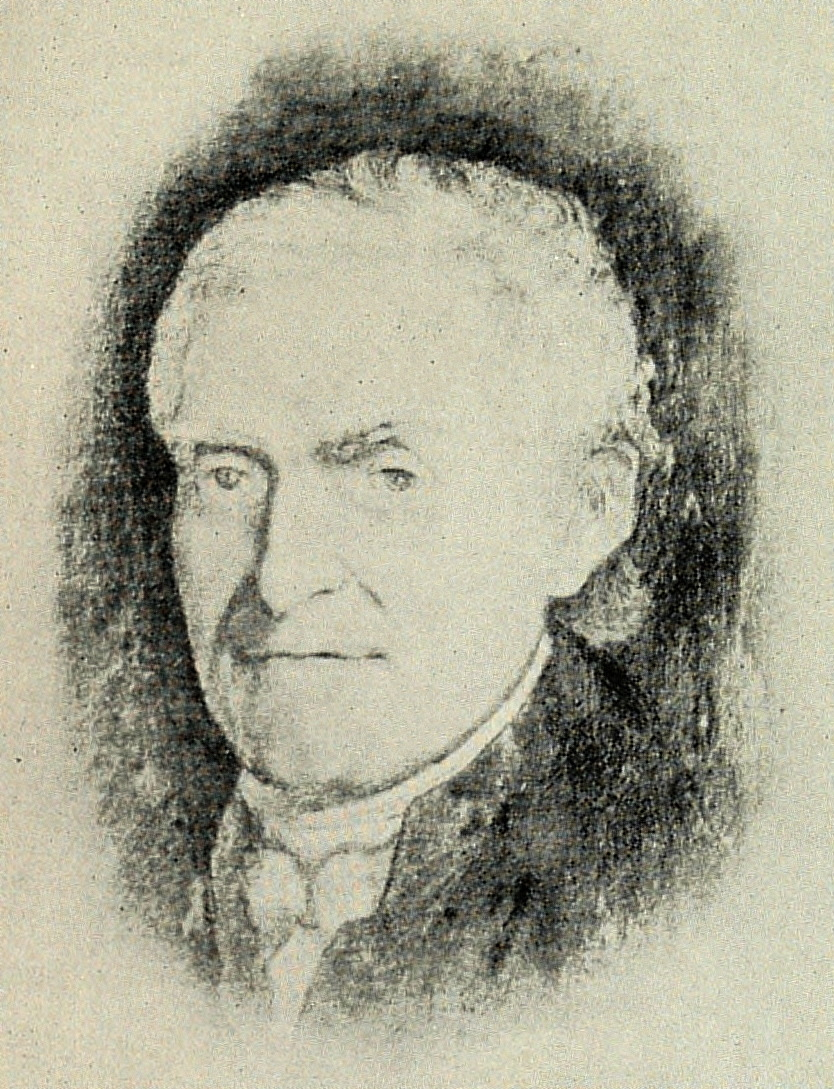
Samuel Sullivan

Samuel Sullivan (* 10. April 1773 in Wilmington, Delaware Colony ; † 15. Oktober 1853 im Falls Township, Ohio) war ein US-amerikanischer Jurist und Politiker. Er war von 1820 bis 1823 Treasurer of State von Ohio. Ferner war er der erste Hersteller von Feinporzellan in Zanesville (Ohio). Der Kongressabgeordnete Samuel S. Cox war sein Enkel und wurde nach ihm benannt.

## Werdegang
Samuel Sullivan, Sohn von David und Jane Sullivan, wurde während der Regierungszeit von Georg III. auf der Plantage seines Vaters bei Wilmington geboren. Seine Vorfahren kamen mit Baron Baltimore in die Dreizehn Kolonien. Die Plantage lag an der Mündung des Christina River in Sichtweite zum Delaware River. Der Unabhängigkeitskrieg überschattete seine Kindheit. Seine Eltern verstarben, als er noch ein Jugendlicher war. Infolge von Missmanagement oder Unaufrichtigkeit durch die Nachlassverwalter des Anwesens war er mittellos. Sullivan begann in einer Töpferei in der Nähe von Philadelphia (Pennsylvania) zu arbeiten. Er machte eine Lehre dort und ging später in der Stadt diesem Handwerk nach. 1793 verstarb er beinahe, als er während einer Gelbfieberepidemie krank wurde. Er war mit einer Mary Freeman verheiratet. 1804 zog er mit seiner Familie nach Chillicothe (Ohio). Die ungesunde Umgebung begünstigte aber seinen baldigen Umzug nach St. Clairsville (Ohio). Er verblieb dort bis 1809. In diesem Jahr zog er nach Zanesville (Ohio). Er ging dort Handelsgeschäften nach und errichtete die erste Töpferei, die Qualitätswaren herstellte, für welche Zanesville später berühmt wurde.
Am 27. Januar 1811 wurde er durch die Ohio General Assembly zum beisitzenden Richter am Court of Common Pleas im Muskingum County gewählt – einen Posten, den er bis zum 4. Februar 1815 bekleidete. Sullivan kandidierte dann im Muskingum County erfolgreich für einen Sitz im Senat von Ohio. Er trat seine zweijährige Amtszeit am 6. Dezember 1819 an. Am 15. Februar 1820 trat der Treasurer of State von Ohio Hiram M. Curry von seinem Posten zurück, da er in Misskredit geriet. Es wurde eine Veruntreuung festgestellt. Sullivan wurde durch die Legislative zum neuen Treasurer of State gewählt, um die Vakanz zu füllen, die durch den Rücktritt von Curry entstand. Seine Wahl fiel im ersten Wahlgang. Er trat seinen Posten am 17. Februar 1820 an und bekleidete diesen bis zum 17. Februar 1823. Eine Bürgschaft von 140.000 US-Dollar war erforderlich, um den Posten anzutreten. In jenen Tagen existierten keine Pfandleiher und William Henry Harrison erklärte sich als erster bereit, Sullivans Bürgschaft zu unterzeichnen. Sullivan lehnte dies allerdings ab. Er bevorzugte Bürgen aus Muskingum County. Eine Bürgschaft, die den Mehrfachen des erforderlichen Betrages betrug, wurde in weniger als einer Stunde sichergestellt. Sullivan hat in seiner dreijährigen Amtszeit die Bücher ausgeglichen. Er lehnte eine Wiederwahl ab.
Nach dem Ende seiner Amtszeit kehrte er nach Zanesville zurück, wo er seinen Geschäften nachging. 1822 kandidierte er im 9. Kongresswahlbezirk von Ohio für den 18. Kongress, verlor aber die Wahl gegenüber Philemon Beecher. Am 13. Oktober 1825 wurde er zum Postmeister ernannt. Sullivan zog sich dann am 24. Juli 1828 aus dem öffentlichen Leben zurück. Er blieb noch einige Jahre im Geschäft, bevor er in den Ruhestand auf seine Falls Township Farm ging, wo er 1853 verstarb.